# ピエール・モントゥー
ピエール・モントゥー（フランス語: Pierre Monteux, 1875年4月4日 - 1964年7月1日）は、フランスの指揮者。

## 人物・来歴
1875年、靴のセールスマンのギュスターヴ・エリ・モントゥーとクレマンス・レベッカ（旧姓ブリザック）の息子、6人きょうだいの三男として、パリに生まれる。モントゥー家は南フランスに定住したセファルディムの出で、祖先には少なくとも1名のラビがいたが、モントゥーの両親は宗教的ではなかった。ピエールの兄弟には俳優のアンリ・モントゥー、軽音楽の指揮者のポール・モントゥー＝ブリザックがいる。父は音楽に興味がなかったが、母はマルセイユのコンセルヴァトワールの卒業生で、ピアノの教師をしていた。
パリ音楽院でヴァイオリンを学び、在学中から指揮活動をしていたという。パリ音楽院卒業後は、パリ・オペラ＝コミック座やコロンヌ管弦楽団の楽員だったが、1906年にコロンヌ管を指揮してデビューを飾る。
1911年からはディアギレフのロシア・バレエ団で指揮を担当、ストラヴィンスキーの『春の祭典』、『ペトルーシュカ』、ラヴェルの『ダフニスとクロエ』、ドビュッシーの『遊戯』など、20世紀の名作バレエ音楽の初演を多く振った。ロシア・バレエ団の指揮者就任と同じ年、自らコンセール・ベルリオーズを設立している。
第一次世界大戦中はモントゥーも兵役に服し、除隊後の1916年、アメリカに渡り、翌年からはメトロポリタン歌劇場の指揮者に就任、主としてフランス系のレパートリーを多く指揮したが、リムスキー＝コルサコフの『金鶏』のアメリカ初演も振っている。戦後はアムステルダム・コンセルトヘボウ管弦楽団、ボストン交響楽団（1919年から1924年まで音楽監督）の指揮者を歴任、その後、1929年にはパリ交響楽団の創立時の常任指揮者を務め、パリ響常任時代にはプロコフィエフの第3交響曲の世界初演を手がけている。1935年からはサンフランシスコ交響楽団の常任となり、同楽団の黄金時代を築いた。1953年に同交響楽団の常任を退任、フリーとなり、客演活動が中心となる。
1953年12月2日に、米RCAビクターでのボストン交響楽団のピック・アップメンバーとの録音に於いて、同時に実験として行われたステレオ録音があり、その一部であるドリーブ作曲のバレエ音楽『コッペリア』の第1幕「前奏曲とマズルカ」は、1996年に、同社が行った現存する最古のステレオ録音として米にてCD化され公開された。1961年にはロンドン交響楽団の首席指揮者となり、死去するまでその地位にあった。
1963年にロンドン交響楽団を率いて来日。その際、第6回大阪国際フェスティバルにて公演を行い、同コンサートの4月13日公演分は、NHKテレビとラジオの双方で放送され、しかもラジオでは、当時FMステレオ放送実用化前のモノラル音声のAM2波によるステレオ放送番組「立体音楽堂」でも放送された。

### 家族・親族
フルート奏者、指揮者のクロード・モントゥー（1920年 - 2013年）は2度目の結婚時に儲けた息子で、共演もしている。

## その音楽
古典から近代音楽まで幅広いレパートリーを誇り、力強く豊かな音楽で世界中のファンに愛された。レコーディングも数多く残されている。またモントゥーはフランス人でありながら、ブラームスを最も敬愛しており、ブラームス晩年の頃に本人の前で演奏をしたことを終生誇りにし、また、常々自分がブラームスに対して失礼な演奏をしているのではないかと心配していたという。ブラームスの作品の中では「ドイツ・レクイエム」の音楽をとりわけ愛し、死の床でも最期までそのスコアを離さず胸に抱えていたという。ロンドン交響楽団との交響曲第2番などの録音を残しているほか、ベートーヴェンなど、他のドイツ音楽にも多くの演奏を残している。フランスにおいてドイツ音楽を得意とした指揮者は、ベルギー人のアンドレ・クリュイタンス、ドイツ系アルザス人のシャルル・ミュンシュら外国系が多く、ユダヤ系とはいえほぼ生粋のパリジャンであるモントゥーは異例に属する。

## 後進の育成
この世代の指揮者としては珍しいことだが、モントゥーは後進の指導にも積極的で、1943年からアメリカのメイン州ハンコック（モントゥーはこの地に居を構えており、1946年にはアメリカの市民権を取得している）で指揮講座を開講している。そこで彼の指導を仰いだとされる指揮者の名を挙げると、ネヴィル・マリナー、アンドレ・プレヴィン、デイヴィッド・ジンマンなどが知られている。